# Tagicetus
Tagicetus  — вимерлий рід дельфіновидих ссавців, що належить до поліфілетичної родини Kentriodontidae. Попри те, що Lambert et al. (2005), в останньому кладистичному аналізі ставить його ближче до сучасних дельфіноїдів, ніж до Kentriodon.